# Pieter Roelofsen
Pieter Anthonie Roelofsen (20 de julio de 1908-26 de diciembre de 1966) fue un deportista neerlandés que compitió en remo. Ganó una medalla de oro en el Campeonato Europeo de Remo de 1931, en la prueba de dos sin timonel.

## Palmarés internacional
| Campeonato Europeo | Campeonato Europeo | Campeonato Europeo | Campeonato Europeo |
| Año                | Lugar              | Medalla            | Prueba             |
| ------------------ | ------------------ | ------------------ | ------------------ |
| 1931               | París (Francia)    | Medalla de oro     | Dos sin timonel    |